# 25 szekli 1980 Ze’ew Żabotyński
25 szekli 1980 Ze’ew Żabotyński – izraelska moneta kolekcjonerska wybita w srebrze w 1980 roku w celu upamiętnienia 100. rocznicy urodzin przywódcy syjonistów rewizjonistów Ze’ewa Żabotyńskiego. Monety z okresu szekla zostały wycofane z obiegu w 1985 roku. Moneta wybita poza izraelskimi seriami monet kolekcjonerskich.

## Opis monety
Moneta miała na celu upamiętnienie 100. rocznicy urodzin przywódcy syjonistów rewizjonistów Ze’ewa Żabotyńskiego, pisarza, współtwórcy Legionu Żydowskiego i Nowej Organizacji Syjonistycznej, którego ciało zostało przetransportowane do Izraela i złożone na cmentarzu na Wzgórzu Herzla w Jerozolimie w 1964 roku.
Inskrypcje, awers i rewers monety zaprojektowane zostały przez Cwiego Narkisa. Z kolei portret Żabotyńskiego został zaprojektowany przez Tidhara Dagana.

### Awers
W lewej części pola monety znajduje się herb Izraela, pod nim nominał oraz nazwa waluty „25 שקל” (25 szekli). Po prawej od herbu i nominału, wzdłuż obrzeża, znajdują się nazwa państwa po angielsku, hebrajsku (ישראל) i arabsku (اسرائيل), rok wybicia wg kalendarza żydowskiego oraz kalendarza gregoriańskiego „תשמ"א 1980”, imię i nazwisko Żabotyńskiego alfabetem łacińskim „ZEEV JABOTINSKY” wraz z latami jego życia (1880–1940). Monety lustrzane, na lewo od nominału, mają znak mennicy „מ”, monety wibite stemplem zywkłym mają gwiazdę Dawida (✡).

### Rewers
Na rewersie przedstawiono portret Żabotyńskiego. Na lewo od portretu, wzdłuż obrzeża, imię i nazwisko zapisane po hebrajsku „זאב ז'בוטינסקי”.

### Pozostałe
Opis:
- Waga: 26 g
- Średnica: 37 mm
- Kruszec: Ag 900
- Stempel: zwykły i lustrzany
- Liczba wybitych sztuk: 14 469 (zwykła) i 12 236 (lustrzana)
- Mennica: Kanadyjska Mennica Królewska (Ottawa, Kanada)